# Josipdol
Josipdol és un municipi al comtat de Karlovac (Croàcia).

## Poblacions
El municipi compta amb les següents localitats:
- Carevo Polje - 146
- Cerovnik - 144
- Istočni Trojvrh - 22
- Josipdol - 832
- Modruš - 165
- Munjava - 240
- Munjava Modruška - 63
- Oštarije - 1 431
- Sabljaki Modruški - 50
- Salopeki Modruški - 63
- Skradnik - 398
- Trojvrh - 36
- Vajin Vrh - 22
- Vojnovac - 94